# Mouvement européen Suisse
 (mars 2025).
Le Mouvement européen Suisse, jusqu'en mai 2021 Nouveau mouvement européen suisse (Nomes), est une organisation politique suisse, confessionnellement neutre et indépendante des partis politiques, qui milite pour l'adhésion de la Suisse à l'Union européenne ainsi que pour le droit de vote européen pour les Suisses. Le mouvement est né en 1998 de la fusion de plusieurs organisations pro-européennes : Né le 7 décembre 1992, le Mouvement européen Suisse, Europa-Dialog et les Jeunes fédéralistes européens.
Le Mouvement européen Suisse dispose d'un réseau au parlement fédéral ainsi que dans les milieux de l'économie, de la science et de la culture. L'organisation compte quelque 5 000 membres et sympathisants, qui sont organisés en sections et groupes régionaux. En outre, la Young European Swiss (YES) (de) est sa section nationale jeunesse.
Le Mouvement européen Suisse est le conseil national suisse du Mouvement européen international, section de l'Union des fédéralistes européens et, par son organisation de jeunesse, la section suisse des Jeunes Européens fédéralistes.

## Histoire
Le Mouvement européen suisse est issu de l'organisation Europa-Union, créée en 1934, en pleine ascension du nazisme, et qui milite alors pour une initiative de rapprochement diplomatique paneuropéenne dont ferait partie la Suisse. On compte parmi ses membres le chocolatier et confiseur Theodor Tobler.
Le 8 mai 2021, le Nouveau mouvement européen suisse (Nomes) se dote d'un nouveau nom : le Mouvement européen Suisse. Ce changement de dénomination vise notamment à rendre plus visible le fait que l'organisation est une section du Mouvement européen international et de l’Union des fédéralistes européens.

## Activités
Ses principales activités sont l'information et le lobbying parlementaire ainsi que la conduite de campagnes dans le but de mobiliser les partisans suisses de l'adhésion à l'Union européenne. En outre, l'organisation s'est engagé activement dans les campagnes de vote sur les questions européennes telles que les Accords de Schengen, la libre circulation des personnes. Elle joue le rôle de think-tank suisse concernant les questions européennes, adoptant ainsi pour la Journée de l'Europe lors de ses États généraux européens le 10 mai 2014, une résolution qui incite le Conseil fédéral à poursuivre une réorientation de la politique européenne de la Suisse et réaffirme la volonté d'une adhésion de la Suisse à l’Union européenne.
Deux fois par an est diffusé le magazine «Europa.ch» qui fournit des informations sur les problèmes actuels de l'Union européenne et de la politique européenne de la Suisse.
L'organisation envoie notamment une déclaration de politique européenne aux candidats avant chaque élection fédérale et pour ceux qui la signent, leur décerne un « Label Europe ».
En 2018, le mouvement fête ses 20 ans en présence de Sandro Gozi, secrétaire d'État italien auprès du président du Conseil des ministres, chargé des affaires européennes.

### Prix Europe
L'organisation décerne chaque année un prix symbolique, qui récompense des personnalités dont les activités contribuent à promouvoir l'idée européenne en Suisse tout en enrichissant la discussion permanente sur la place et le rôle de la Suisse au sein de l'Union européenne.
| Année | Lauréat(e)                                   | Fonction                 |
| ----- | -------------------------------------------- | ------------------------ |
| 2017  | Jacques de Watteville (de)                   | Diplomate                |
| 2015  | Joëlle Kuntz                                 | journaliste et écrivaine |
| 2013  | Christa Tobler (de)                          | juriste                  |
| 2012  | Thomas Cottier                               | juriste                  |
| 2011  | Urs Altermatt                                | historien                |
| 2010  | Chiara Simoneschi-Cortesi                    | Conseillère nationale    |
| 2009  | Franz von Däniken (de)                       | juriste et diplomate     |
| 2008  | Laurent Flutsch                              | archéologue et humoriste |
| 2007  | Dick Marty                                   | Conseiller aux États     |
| 2006  | Hans-Jürg Fehr                               | Conseiller national      |
| 2005  | Conférence des gouvernements cantonaux (CdC) |                          |

## Organisation
L'Assemblée générale est l'organe suprême de l'organisation. Elle détermine le cadre des activités de l'organisation et élit le comité directeur, le secrétariat ainsi que les membres de la Commission politique. Elle se réunit statutairement une fois par an.
Le Comité directeur est responsable de l'élaboration de la stratégie politique du mouvement. Il est élu pour deux ans et se compose de vingt personnes.
Christa Markwalder (conseillère nationale, PLR/BE) occupe la présidence de 2006 à 2014, puis quitte son mandat pour cause de vice-présidence du Conseil national en 2015. Depuis le 10 mai 2014, le mouvement est dirigé par une co-présidence formée de Martin Naef, conseiller national socialiste de Zurich et de François Cherix.

Ancien logo jusqu'en 2021.

Le secrétariat est l'unité administrative de l'organisation. Il est responsable de la mise en œuvre des stratégies politiques ainsi que des affaires quotidiennes et logistiques. Il fait le lien entre les sections et les groupes régionaux ainsi que la YES.

### L'Assemblée générale
L'Assemblée générale rassemble l'ensemble des adhérents une fois par an et remplace depuis 2006 l'assemblée des délégués. Elle est responsable de la gestion des statuts, de l'approbation des comptes annuels et de l'élection du Comité directeur.

### Le secrétariat
Le secrétariat, ayant son siège à Berne, est géré par les secrétaires généraux Lukas Wegmüller et Raphaël Bez qui sont responsables de la gestion administrative de l'association. L'équipe est complétée par un à deux stagiaire(s). 
Le secrétariat est également responsable de la gestion administrative du Groupe parlementaire Suisse-UE, qui regroupe des élus de différents partis intéressés par les questions européennes.

### La Commission politique
La Commission politique est un organe de réflexion, qui analyse les développements de l'actualité européenne de la Suisse et élabore des prises de position destinées au comité.

### Liste des dirigeants
| Identité                         | Période      | Période      | Durée |
| Identité                         | Début        | Fin          | Durée |
| -------------------------------- | ------------ | ------------ | ----- |
| Christa Markwalder (née en 1975) | 2006         | 2014         | 8 ans |
| François Cherix (né en 1954)     | 2014         | octobre 2020 | 6 ans |
| Martin Naef (né en 1970)         | 2014         | octobre 2020 | 6 ans |
| Éric Nussbaumer (né en 1960)     | octobre 2020 |              |       |

## Littérature
- Erik Flury-Dasen, Die Union européenne des fédéralistes und die Europa-Union, G. Kreis, 1996, p. 32-54
- D.S. Miéville, « Le Nouveau mouvement européen suisse entame une longue traversée du désert », Le Temps,‎ 15 juin 2001 (lire en ligne, consulté le 13 avril 2009)
- B. Fa, « ADHÉSION : L'INITIATIVE «OUI À L'EUROPE» EST MAINTENUE », La Tribune de Genève,‎ 23 octobre 2000 (lire en ligne, consulté le 13 avril 2009)